# David (sculptură de Michelangelo)

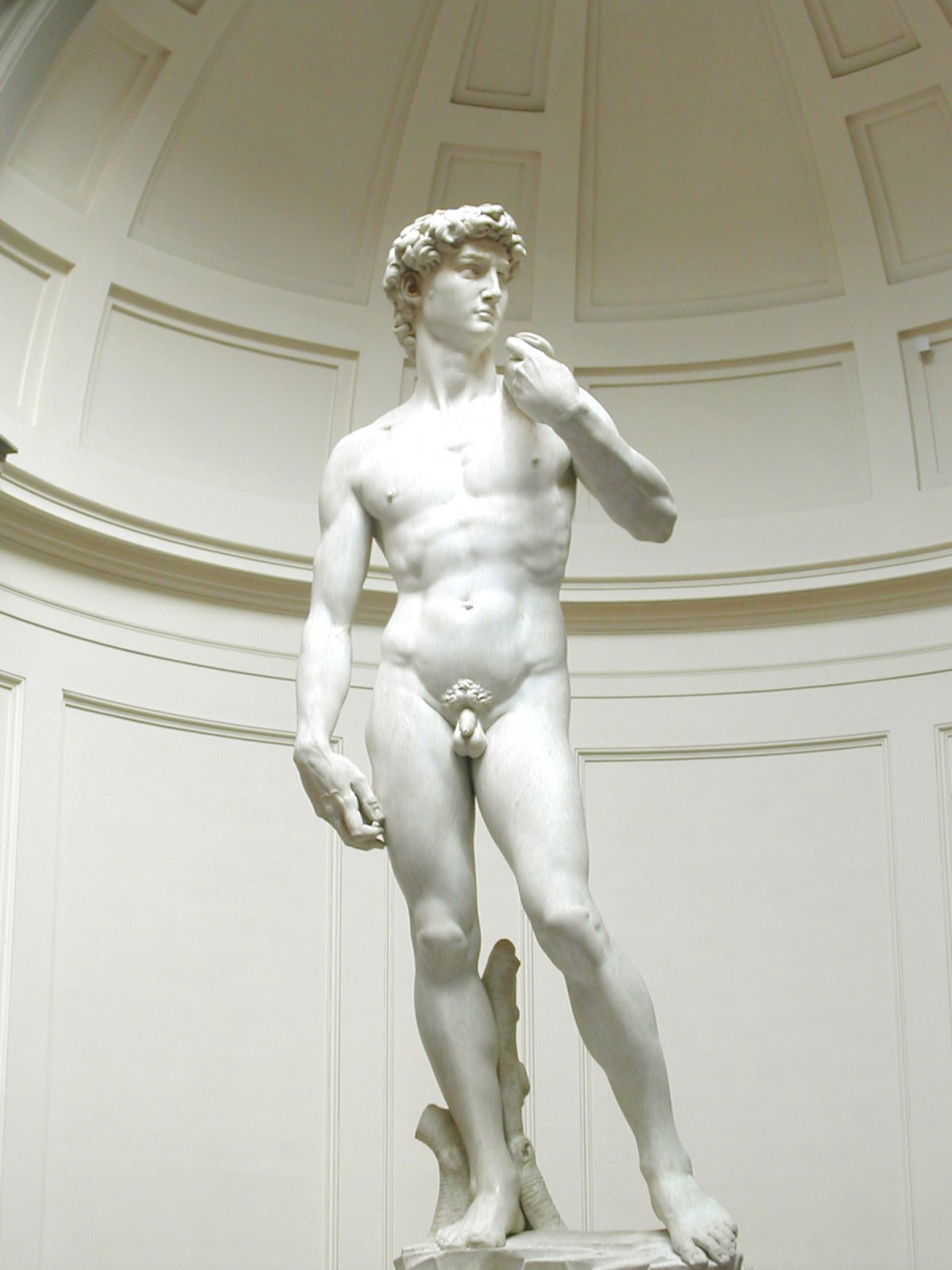
David de Michelangelo

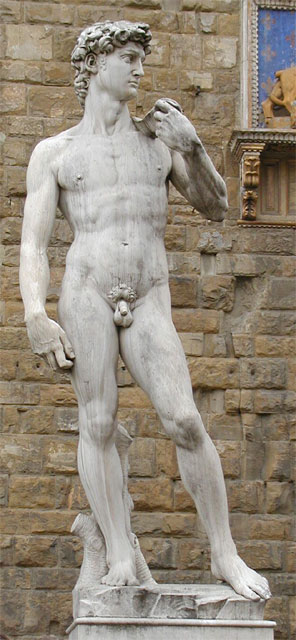
Copie a statuii, expusă în Piazza della Signoria

David este o sculptură, capodoperă a Renașterii, creată între 1501 și 1504 de artistul italian Michelangelo. Este o statuie de marmură albă care măsoară 4,34 metri (5,17 metri împreună cu soclul) a unui bărbat nud. Statuia îl reprezintă pe eroul biblic David. Statuia a fost realizată dintr-un bloc de marmură albă de Carrara, abandonată după eșecul altor sculptori. Michelangelo a știut să profite din plin de strâmtimea blocului de marmură și să forțeze unul din defecte (o spărtură în care artistul a săpat spațiul dintre brațul drept și tors) în favoarea sa. Michelangelo l-a reprezentat pe David cu praștia în mână, chiar înainte de lupta cu Goliat. Inițial plasat în fața clădirii Palazzo Vecchio, în Piazza della Signoria, originalul se află, din 1873, expus la Galleria dell'Accademia din Florența.
Pentru a fi ferită de intemperii și acte de vandalism, statuia a fost îndepărtată din piață în 1873, și relocată în Galleria dell'Accademia. O replică a statuii a fost amplasată în 1910 în Piazza della Signoria.

## Date istorice

### Înainte de Michelangelo
Blocul de marmură din care Michelangelo l-a sculptat pe David fusese extras din carierele de la Carrara, pentru sculptorul Agostino di Duccio. Acesta proiecta, în 1463, să sculpteze figura gigantică a unui profet, pentru una dintre nișele de la tribuna de nord a  Catedralei Santa Maria del Fiore din Florența. Trebuia să fie perechea statuii lui Iosua, concepută de Donatello, cu cincizeci de ani mai devreme. Realizarea proiectului s-a dovedit un eșec, iar sculptorul a trebuit să abandoneze blocul de marmură, după trei ani. Zece ani mai târziu, Antonio Rossellino a încercat să încheie el lucrarea abandonată, dar a fost nevoit, la rândul său, în fața dificultăților întâlnite să abandoneze lucrarea. Blocul de marmură „nu era destul de compact, prezenta multe vine, și, mai presus de toate, era foarte îngust; s-ar fi potrivit mult mai bine unor sculpturi gotice, decât celor musculoase și masive ale Renașterii”.

### 1501 - 1504, geneza lui David
La 2 iulie 1501, responsabilii Operei del Duomo (însărcinată cu supervizarea construcției și amenajării catedralei Santa Maria del Fiore) s-au reunit pentru a hotărî soarta blocului de marmură. Aflăm din deliberarea lor că acesta „rău subțiat” zăcea „pe spate” în curtea Operei del Duomo. Ei au luat hotărârea, mai întâi să-l ridice, iar apoi să desemneze un sculptor capabil să-l termine. Deși Andrea Sansovino s-a arătat interesat de lucrare, Michelangelo a primit comanda lui David, la 16 august 1501 de la Opera del Duomo, precum și de la Arte della Lana, cea mai importantă casă de comerț și bancă din Florența, din secolul al XV-lea, legată de țesători. Michelangelo a lucrat la sculptură din 1501 până în 1504.
Comanditarii au înțeles foarte repede că amplasamentul prevăzut, în vârful unuia dintre stâlpii Domului din Florența, nu era de luat în considerare, „fie și doar din motive tehnice și statice, luând în considerare dimensiunile gigantice ale operei, și, în afară de aceasta, nuditatea personajului ar părea poate deplasată într-un asemenea loc.”
La 25 ianuarie 1504, a fost numită o comisie formată din cei mai mari artiști florentini (între alții: Leonardo da Vinci, Piero di Cosimo, Simone Pollaiuolo, Filippino Lippi, Cosimo Rosselli, Sandro Botticelli, Giuliano și Antonio da Sangallo, Perugino și Lorenzo di Credi) însărcinată cu stabilirea amplasării lui David de Michelangelo. Leonardo da Vinci și Giulano da Sangallo s-au pronunțat pentru interiorul Loggiei dei Lanzi, dar s-a hotărât, în cele din urmă, ca urmare a insistenței lui Michelangelo, să fie instalată în fața clădirii Palazzo Vecchio. Statuia a luat astfel locul statuii Iudita de Donatello, care a fost aranjată în interiorul Palatului. David a părăsit, la 14 mai 1504, în timpul nopții, întrucât avea detractori, atelierul lui Michelangelo la Santa Maria del Fiore pentru a ajunge la Palazzo Vecchio. La capătul a patru zile, statuia a atins locul prevăzut și a trebuit să mai aștepte până în iunie 1504 pentru ca să fie corect instalată pe fostul soclu al Iuditei. A fost inaugurată oficial la 8 septembrie 1504. De la moartea lui Savonarola, în 1498, Florența cunoștea o paranteză republicană. Noul gonfalonier, Piero Soderini, a văzut în David exhaltarea valorilor republicane. Statuia a devenit simbolul Florenței, această Cetate-Stat amenințată din toate părțile de statele rivale puternice, această interpretare fiind întărită prin amplasarea sa în fața sediului municipal al Florenței, Palazzo Vecchio.

### DinPiazza della SignorialaAccademia
La 26 aprilie 1527, poporul florentin a pus stăpânire pe Palazzo Vecchio, constrângând Signoria să-i declare pe Medici rebeli. Aceștia au strâns cinci mii de soldați care au încercuit Piazza della Signoria. Asediații s-au apărat aruncând diferite proiectile asupra trupelor familiei Medici. Unul dintre proiectile a atins statuia David sculptată de Michelangelo, spărgându-i, în trei bucăți, brațul stâng. Vasari, însoțit de prietenul său Francesco Salviati, le-a recuperat. În 1543, la ordinul lui Cosma di Medici, brațul stâng al statuii a fost restaurat.

## Analiză
Adolescentul sculptat de Michelangelo este un atlet puternic, „măreția nudului viril”, spre deosebire de sculptura „David” realizată de Donatello, cu șaizeci de ani mai devreme, care reprezintă, mai degrabă, „un erou androgin cu frumusețe de efeb”. Sculpturile „David” realizate de Donatello și de Verrocchio reprezintă niște tineri eroi care se fălesc cu spada cu care tocmai au tăiat capul lui Goliat, pe care îl calcă în picioare.
Michelangelo a decis să-l reprezinte pe David înainte de luptă, chiar în momentul în care îl sfidează pe uriașul Goliat. Atitudinea sa, un „contrapposto” nervos (greutatea sa corporală se sprijină pe un singur picior, iar linia șoldurilor face opoziție cu cea a umerilor), trădează o „violență stăpânită”. David se pregătește să arunce cu praștia (a cărei curea trece peste umărul stâng și de-a lungul spatelui său) piatra cu care-l va lovi în frunte pe dușmanul său.
Statuia lui Michelangelo devine încarnarea a ceea ce numim „virtus fiorentina”, virtutea republicană florentină, în sensul în care îl înțelegea Leonardo Bruni, când scria că „virtuțile ancestrale ale romanilor și ale etruscilor s-au păstrat în legile sacre ale Florenței”. În rest, David a fost el însuși comparat cu modelele Antichității. Totuși, pentru moment, cetățenii florentini reproșaseră Signoriei că mutase statuia Iuditei (Iudita și Holofern) de Donatello, care le părea să fie adevăratul simbol al Republicii florentine..

## Stilul
Pe drumul drept al esteticii operei neîncheiate (în italiană non finito), proprie lui Michelangelo, creștetul capului lui David ar arăta o mică suprafață a blocului de marmură, rămasă nelucrată. În altă ordine de idei, Michelangelo folosește disproporția mâinilor, accentuând importanța gestului lui David.

## Replici

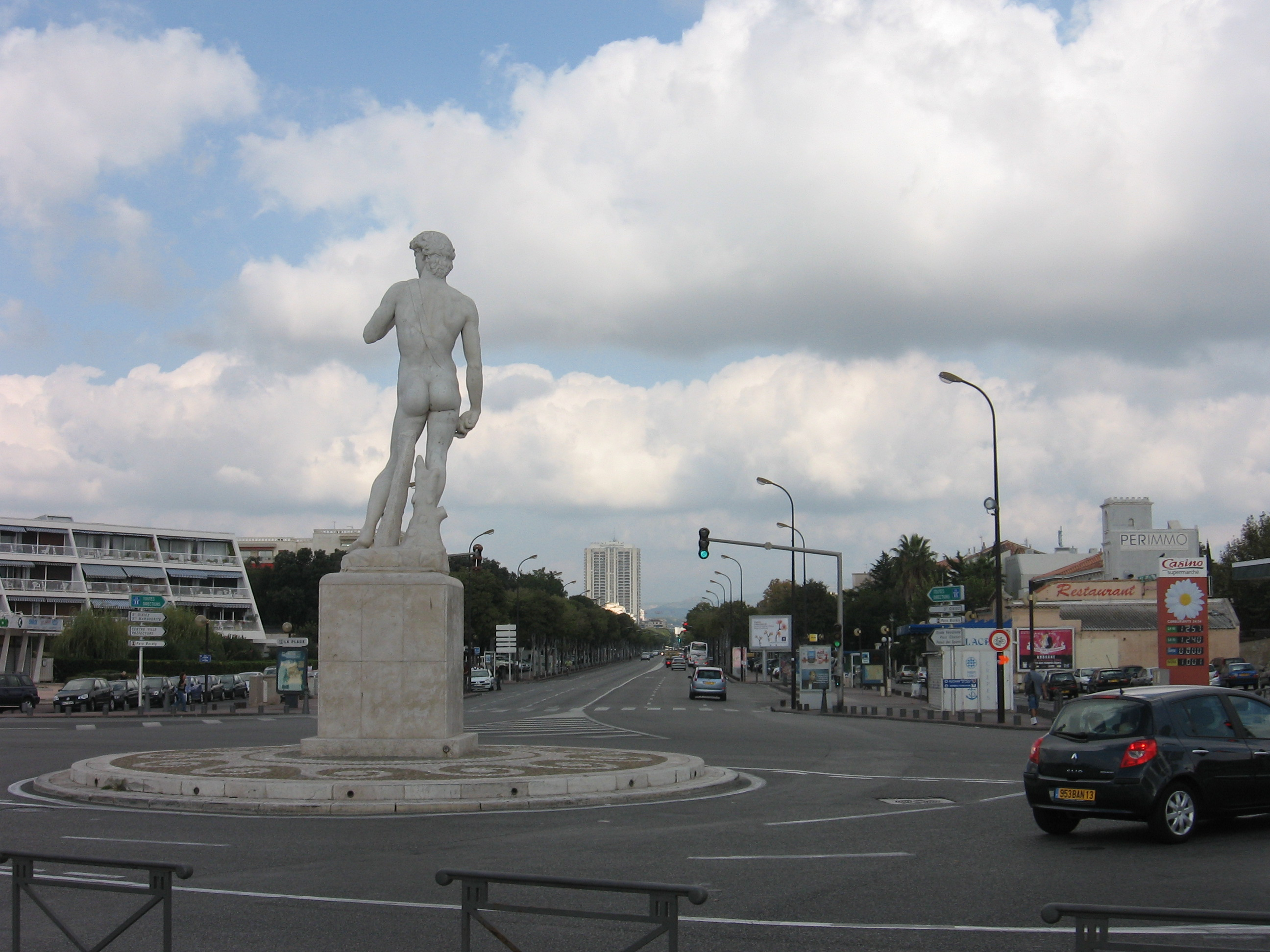
Replica lui David din Marsilia

- Piazza della Signoria, în fața clădirii Palazzo Vecchio, replică în marmură;
- Piazzale Michelangelo, replică în bronz[20];
- Statuia lui „David”, la Marsilia, Franța, replică în marmură, realizată de sculptorul Jules Cantini în 1903.[21]
- Statuia lui David, replică în bronz, în orașul Buffalo, din statul New York, Statele Unite ale Americii, cumpărată la Expoziția mondială din Paris, în 1900, montată 1903.[22]
- Statuia lui David, replică în bronz, în orașul Sioux Falls, South Dakota, Statele Unite ale Americii,[22] din anul 1971.[23]